# Hoplitis daurica
Hoplitis daurica là một loài Hymenoptera trong họ Megachilidae. Loài này được Radoszkowski mô tả khoa học năm 1887.